# 김민자
김민자(金敏子, 1942년 7월 27일 ~ )는 대한민국의 배우로, 최불암의 부인이다.

## 생애
1961년 연극배우 첫 데뷔한 그녀는 1963년 KBS 3기 공채 탤런트로 정식 데뷔하였으며, 기타 경력은 사랑의 달팽이 회장으로 선출된 적이 있다.

## 학력
- 정신여자고등학교 졸업

## 출연작

### 드라마
- 1979년 TBC 주말연속극 《고독한 관계》
- 1982년 KBS 일일연속극 《보통 사람들》 ... 안지원 역
- 1985년 KBS 특집드라마 《찬란한 아침》
- 1985년 KBS 일일연속극 《고향》
- 1986년 KBS 수목드라마 《이별 그리고 사랑》 ... 서지원 역
- 1987년 KBS 신춘특집드라마 《원다풍》
- 1988년 KBS 수목드라마 《황금의 탑》
- 1990년 KBS 주말드라마 《야망의 세월》 ... 윤 여사 역
- 1993년 KBS 단막극 《금요일의 여인》
- 1994년 KBS 일일연속극 《밥을 태우는 여자》
- 1995년 KBS 주말드라마 《젊은이의 양지》 ... 김지희 역
- 1997년 MBC 베스트극장 《마른 꽃》 ... 김지희 역
- 1997년 MBC 주간단막극 《간이역》 ... 한 여사 역
- 1998년 MBC 일일연속극 《보고 또 보고》 ... 지경옥 여사 역
- 2001년 SBS 드라마스페셜 《순자》 ... 최혜자 역
- 2010년 MBC 일일연속극 《폭풍의 연인》 ... 민혜성 역

### 영화
- 1967년 《나운규 일생》
- 1967년 《황혼의 검객》 ... 민비 역
- 1968년 《사랑은 파도를 타고》
- 1968년 《규방》
- 1968년 《출세가도》
- 1971년 《어머니》

### 교양
- 2014년 ~ 2015년 《최불암의 이야기 숲 어울림》

## 가족 관계
- 남편 : 최불암 (1940년 6월 15일 ~ )
  - 아들 : 최동녘
  - 딸 : 최동비
- 언니 : 김소원 (1935년 6월 28일 ~ )
- 형부 : 최만린 (1935년 10월 3일 ~ 2020년 11월 17일)
- 조카 : 최아란 (1962년 11월 14일 ~ )

## 광고
- 1981년 동서식품 탕쥬스
- 1982년 롯데 오렌지 3가지 - (스카시, 무가당, 쌕쌕)
- 1982년 롯데 쌕쌕오렌지 (최불암과 공동 출연)
- 1984년 ~ 1987년 : 삼성전자 전속모델 (소노라마, 삼성세탁기, 삼성냉장고, 점보크리스탈세탁기, 특선냉장고, 센서크리스탈세탁기, 삼성크린가스렌지, 감사대잔치 등)
- 1988년 시그너스시계 - 김민자 편
- 1989년 대림선어묵 - 배 편
- 1989년 대림선어묵 - 선보고 고르세요 편
- 1990년 대림선어묵 - SONG 편
- 1990년 대림선어묵 - 가족 편 (김혜수, 이재은과 공동 출연)
- 1990년 대림선어묵 - 런칭 편
- 1991년 대림선어묵 - 맛선 편
- 2015년 동국제약 -  인사돌 플러스 (최불암, 이계인, 임지호와 공동 출연)

## 수상
- 1980년 제16회 백상예술대상 TV부문 여자최우수연기상
- 1980년 제16회 백상예술대상 TV부문 대상
- 1984년 제1회 방송대상 TV 연기상

| 백상예술대상 《TV부문 대상》 |                       |        |
| 1979년                       | 1980년 김민자         | 1981년 |
| 김혜자, 정혜선, 김영옥       | 1980년 김민자         | 을화   |
|                              |                       |        |
|                              | 고독한 관계 역할 미상 |        |